# 萩市佐々並市伝統的建造物群保存地区
萩市佐々並市伝統的建造物群保存地区（はぎしささなみいちでんとうてきけんぞうぶつぐんほぞんちく）は、山口県萩市にある伝統的建造物群保存地区。国の重要伝統的建造物群保存地区として選定されている。萩市（旧：阿武郡旭村）佐々並の一部、約20.8haの範囲である。

## 概要
萩市の南部を占める旧阿武郡旭村に位置する農村集落である佐々並市は、萩城の城下町と防府市の三田尻を結ぶ萩往還の中間に位置しており、参勤交代などの際に藩主が休息する御茶屋を中心とした、宿場機能を有する集落として栄えた。
御茶屋を起点として成立した地割が現代にいたるまで大きな変化なく残り、往還沿いに混在する茅葺や赤褐色の桟瓦葺の主屋が周囲の棚田などと一体となって町並みを形成している。

## 重要伝統的建造物群保存地区データ
地区名称：萩市佐々並市
種別：宿場町
選定年月日：2011年6月20日
選定基準：（2）伝統的建造物群及び地割がよく旧態を保持しているもの
面積：20.8ha

## 主な建造物・施設
- 旧小林家住宅（佐々並ご案内処）
- はやしや旅館
- 土山豆腐店 - ささなみ豆腐を製造・販売している。
- 三浦酒造 - 地酒「銀嶺」を製造・販売していた。
- 旭活性化センター

## アクセス
- 山陽自動車道萩ICから車で約30分
- 小郡萩道路絵堂ICから車で約25分
- 中国自動車道山口ICから車で約45分
- 公共交通利用の場合、中国JRバスが運行する路線バスを利用（山口駅から萩行きで約40分、東萩駅から山口行きで約50分、萩駅から同約35分）。

## 周辺情報
- 道の駅あさひ
- 萩アクティビティパーク
- 旭サンファーム
- 西岸寺
- 西林寺
- 管原神社
- 六所神社
- 落合の石橋
- 石風呂
- 淵ヶ平の滝